# 斯米爾諾韋
斯米爾諾韋（烏克蘭語：Смирнове），是烏克蘭東南部扎波羅熱州波洛希區斯米尔诺韦市镇内的村落及其行政中心。始建於1805年，面積5.42平方公里，海拔高度219米，2001年人口1,291，人口密度每平方公里238.19人。